# 카토리 레이라
카토리 레이라(일본어: 華鳥 礼良 かとり れいら[*], 10월 17일 - )는 전 다카라즈카 가극단 호시구미 여역이다.
구마모토현 우키시, 쿠마모토신아이죠가쿠인 고등학교 출신이다. 키 164cm, 혈액형 B형, 애칭은 "홋시-", "호시노짱"이다.

## 약력
2009년, 다카라즈카 음악학교에 입학하였다.
2011년, 다카라즈카 가극단 97기생으로 차석입단. 호시구미 공연 「노바 보사 노바／만남은 다시 한번」으로 초무대를 했다.
2012년, 구미마와리를 거쳐 호시구미에 배속되었다.
2016년, 호쿠쇼 카이리ㆍ히나미 후우 톱콤비 퇴단공연 쇼 「로맨스!!」로 첫 에트와르에 발탁. 그 후에도 3번에 걸쳐 에트와르에 발탁되었다.
2019년 3월 24일, 「안개 낀 엘베 강가／ESTRELLAS」 도쿄 공연 천추락을 기해, 다카라즈카 가극단을 퇴단하였다.
퇴단 후에는 가수나 보이스 트레이너로 활동하는 것 외에, 호시노(星乃)라는 이름으로 유튜브에서 커버곡 영상을 올리고 있다.